# 구루마미치역
구루마미치역(일본어: 車道駅, くるまみちえき)은 일본 아이치현 나고야시 히가시구에 위치한 철도역이다.

## 역 구조
섬식 승강장 1면 2선의 지하역에서 스크린도어가 설치되어 있다. 플랫폼은 20m 8량 편성까지 대응한다.
당역에서 인근의 이마이케 역으로 열차가 향할 때는 사쿠라도리 변에 동,남,동 방향으로 진행한 뒤 지상에서 우치야마 사거리 앞에서 크게 진행 방향의 오른쪽으로 구부러지고 최종적으로는 남,남,서 방향으로 향하게 되기 때문에 커브 구간에서는 열차의 운행 속도가 상당히 낮아지게 된다. 다카오카 역 방향으로는, 당역 출발 직후에 서,북,서 방향으로 진행되어 점진적으로 서쪽 방향으로 방향을 바꾸면 되지만, 거의 직선 경로라고 해도 선형은 좋다.

### 타는 곳
| 1 | ■ 사쿠라도리 선 | 이마이케·아라타마바시·도쿠시게 방면 |
| 2 | ■ 사쿠라도리 선 | 나고야·다이코도리 방면              |

## 역세권 정보
- 나고야시 히가시구청
- 아이치 대학 구루마미치 캠퍼스
- JR 도카이 사원 연구 센터
- 지쿠사역

## 역사
- 1989년 9월 10일: 영업 개시.
- 2011년 4월 23일: 스크린도어 사용 개시.

## 인접역
| 나고야 지하철 ■ 사쿠라도리 선 | 나고야 지하철 ■ 사쿠라도리 선 | 나고야 지하철 ■ 사쿠라도리 선 |
| ----------------------------- | ----------------------------- | ----------------------------- |
| S 06 다카오카 다이코도리 방면 |                               | 이마이케 S 08 도쿠시게 방면   |